# 이의초등학교
이의초등학교는 대한민국 경기도 수원시 영통구에 있는 공립 초등학교이다.

## 연별 기록
- 2010. 09. 24 학교 설립 인가
- 2011. 10. 01 이의초등학교 개교
- 2011. 10. 01 초대 이계천 교장 취임
- 2011. 10. 01 이의초등학교 6학급 편성
- 2011. 10. 01 이의초등학교 병설유치원 1학급 편성
- 2012. 02. 16 이의초등학교 제1회 졸업
- 2012. 03. 01 이의초등학교 14학급 편성
- 2012. 03. 01 이의초등학교 병설유치원 2학급 편성
- 2012. 03. 19 이의초등학교 20학급 편성
- 2013. 03. 01 이의초등학교 23학급 편성
- 2013. 03. 04 이의초등학교 병설유치원 5학급 편성
- 2014. 03. 01 이의초등학교 28학급 편성
- 2014. 03. 10 이의초등학교 6학급 증설 34학급 편성
- 2014. 09. 01 제2대 정진민 교장 취임
- 2015. 03. 01 이의초등학교 37학급 편성